# Asa Hutchinson
Asa Hutchinson, właśc. William Asa Hutchinson (ur. 3 grudnia 1950 w Bentonville, Arkansas) – amerykański polityk, członek Partii Republikańskiej.

## Działalność polityczna
W okresie od 3 stycznia 1997 do rezygnacji 6 sierpnia 2001 przez trzy kadencje był przedstawicielem 3. okręgu wyborczego w stanie Arkansas w Izbie Reprezentantów Stanów Zjednoczonych. Następnie do 2003 był administratorem Agencji do Walki z Narkotykami, a od 2003 do 2005 podsekretarzem ds. bezpieczeństwa granic i transportu w Departamencie Bezpieczeństwa Krajowego Stanów Zjednoczonych w administracji prezydenta G.W. Busha. Od 2015 do 2023 był gubernatorem stanu Arkansas.
Jest zwolennikiem kary śmierci. Od 20 kwietnia do 27 kwietnia 2017 roku odmówił łaski czterem mordercom skazanym na najwyższy wymiar kary, w wyniku czego zostali oni straceni przez wstrzyknięcie śmiertelnej trucizny.
Jego bratem jest Tim Hutchinson.